# Astronesthes micropogon
Astronesthes micropogon es una especie de pez de la familia Stomiidae en el orden de los Stomiiformes.

## Morfología
• Los machos pueden llegar alcanzar los 8,2 cm de longitud total.

## Alimentación
Come peces hueso y crustáceos

## Hábitat
Es un pez de mar y de aguas profundas que vive entre 120-600 m de profundidad.

## Distribución geográfica
Se encuentra en el  Atlántico oriental (desde el Marruecos hasta Namibia) y en el Atlántico occidental (desde los Estados Unidos hasta el Mar Caribe-incluyendo el Golfo de México -, y desde la Guayana Francesa hasta el Brasil ).